# Gabriel Ascárate
Gabriel Ascarate (San Miguel de Tucumán, 20 de octubre de 1987) es un exjugador y entrenador argentino de rugby que actualmente entrena en al Cascais Rugby Linha.

## Carrera
Ascarate comenzó su carrera en el Club Natación y Gimnasia en su ciudad de San Miguel de Tucumán y posteriormente pasó al Buenos Aires Cricket y Rugby Club . 
Cabe destacar que también representó a los Pampas XV en el Vodacom cup de Sudáfrica entre 2010 y 2012 antes de trasladarse al extranjero para unirse al equipo franco-estadounidense de Carcassonne  para la temporada 2012-13. Con Carcassone hizo 18 encuentros disputados hasta que en julio de 2013 fue transferido al Glasgow Warriors donde fue liberado en febrero de 2014. Luego de este suceso Ascárate jugó solo para los Pampas XV en 2015; formó parte del plantel de (Jaguares) en el año 2016. Volvió a formar parte del Club Natación y Gimnasia hasta 2019; a inicios del 2020 se une al plantel de la franquicia paraguaya Olimpia Lions, que compite en la SLAR, y donde actualmente es capitán del equipo.

## Carrera internacional
Hizo su debut con la absoluta para Los Pumas contra Chile en mayo de 2007, hasta la fecha ha acumulado 8 partidos y marcado 2 Try.  Él es también un exjugador de Pumas Sevens, haciendo 5 apariciones en la Serie Mundial de la IRB Sevens entre 2008 y 2011.

## Estadísticas

### Clubes profesionales[5][6]
| Período   | Club             | PJ | Pts. |
| --------- | ---------------- | -- | ---- |
| 2010-2012 | Pampas XV        | 16 | 15   |
| 2012-2013 | Carcassone       | 18 | 7    |
| 2013-2014 | Glasgow Warriors | 6  | 5    |
| 2015      | Pampas XV        | 0  | -    |
| 2016      | Jaguares         | 0  | 0    |

### Selecciones nacionales
| Período         | Selección               | PJ | Pts |
| --------------- | ----------------------- | -- | --- |
| 2006            | Argentina Sub-19        | 7  | 49  |
| 2007            | Argentina Sub-21        | 2  | 5   |
| 2007-08         | Argentina A             | 3  | 10  |
| 2008-11         | Pumas Sevens            | 5  | -   |
| 2009-10         | Jaguares argentinos     | 7  | 5   |
| 2007-actualidad | Pumas (Selección mayor) | 19 | 20  |

- Hasta 2016